# Нечунаево (Алтайский край)
Нечунаево — село в Шипуновском районе Алтайского края России. Административный центр Нечунаевского сельсовета.

## География
Село находится в центральной части Алтайского края, в пределах степной зоны Предалтайской равнины, на левом берегу реки Алей, на расстоянии примерно 8 километров (по прямой) к востоку-северо-востоку (ENE) от села Шипуново, административного центра района. Абсолютная высота — 187 метров над уровнем моря.
Климат характеризуется как континентальный. Средние показатели температуры воздуха в зимний период находятся в диапазоне между −15 и −10 °C, летом — в диапазоне между 15 и 20 °C. Количество осадков, выпадающих зимой, в среднем составляет 187 мм, летом — 273 мм.

## История
Основано в 1747 году. По данным 1926 года имелось 687 хозяйств и проживало 3624 человека (в основном — русские). Действовали школа I ступени, народный дом, лавка общества потребителей, сельскохозяйственное и кредитное товарищества. В административном отношении село являлось центром Нечунаевского сельсовета Шипуновского района Рубцовского округа Сибирского края.

## Население
| 1926 | 1997  | 1998  | 1999  | 2000  | 2001  | 2002 |
| ---- | ----- | ----- | ----- | ----- | ----- | ---- |
| 3624 | ↘1026 | ↘1008 | ↗1013 | ↗1037 | ↘1023 | ↘987 |
| 2003 | 2004  | 2005  | 2006  | 2007  | 2008  | 2009 |
| ↘956 | ↘913  | ↘898  | ↘864  | ↗868  | ↘861  | ↗863 |
| 2010 | 2011  | 2012  | 2013  |       |       |      |
| ↘825 | →825  | ↘797  | ↘788  |       |       |      |

Согласно результатам переписи 2002 года, в национальной структуре населения русские составляли 93 %.

## Инфраструктура
В селе функционируют средняя общеобразовательная школа, детский сад, и фельдшерско-акушерский пункт.

## Улицы
Уличная сеть села состоит из восьми улиц и шести переулков.